# Rupert Simonian
Rupert Simonian (* 25. Januar 1991 in London) ist ein britischer Schauspieler.

## Leben
Im Alter von 11 Jahren wurde er bei einem Casting für die Rolle des Tootles in Peter Pan von P. J. Hogan ausgewählt.
Später spielte er im Theater und trat im Radio auf.

## Filmografie

### Film
- 2003: Peter Pan (als Tootles)
- 2005: Der ewige Gärtner (als Guido Hammond)
- 2005: Keeping Mum (als Billy Martin der Bully)
- 2006: Piccadilly Jim (als Ogden Ford)
- 2009: The Boys are Back (als Harrys Freund)
- 2010: Kopfüber in die Nacht (als Sam)

### Fernsehen
- 2006: Not Going Out (als Nicky)
- 2008–2009: Life Bites (als Frank)
- 2008–2009: Holby City (als Ben Stoll/Ryan Farrel)
- 2009: Murderland (als Ben)
- 2010: Ärzte (als David Jesson)
- 2010: The Bill (als Bobby Sorel)
- 2010: Ashes to Ashes (als Harris)
- 2011: Geeignet für Erwachsene (als Josh Leach)
- 2011: Hidden (als Michael Venn)
- 2016: Murdoch Mysteries (Folge 9x09)

## Theater
- 2009: Lebensretter von Fraser Gnade (als Jack)
- 2010: MUMS (als Sergy)
- 2010: A Thousand Stars Explode in the Sky (als Roy Benton)
- 2010: Punk Rock (als William Carlisle)
- 2011: Drei Königreiche von Simon Stephens (als Tommy White)
- 2011: Rigor Mortis von Carol Vine (als Anthony)
- 2013: To Kill a Mockingbird (als Jem Finch)

## Rundfunk
- 2009: People Snogging in Public Places by Jack Thorne (als James)
- 2009: Flesh (als Jamie)